# Ottwiller
Ottwiller (deutsch Ottweiler) ist eine französische Gemeinde mit 250 Einwohnern (Stand 1. Januar 2021) im Département Bas-Rhin in der Region Grand Est (bis 2015 Elsass).

## Geografie
Die Gemeinde liegt im Krummen Elsass und hat einen Anteil am Biosphärenreservat Pfälzerwald-Vosges du Nord.

## Geschichte
Das Dorf wurde erstmals 696 als Audonevillare erwähnt, dann Odonouilare (847), Dotenvilare (1120), und Ottveiller (1793).
1793 votierte die Grafschaft Saarwerden für einen Anschluss an Frankreich.
Von 1871 bis 1919 gehörte es nach der Niederlage Frankreichs im Deutsch-Französischen Krieg unter dem deutschen Namen Ottweiler als Teil des Reichslandes Elsaß-Lothringen zum Deutschen Kaiserreich.

## Weblinks

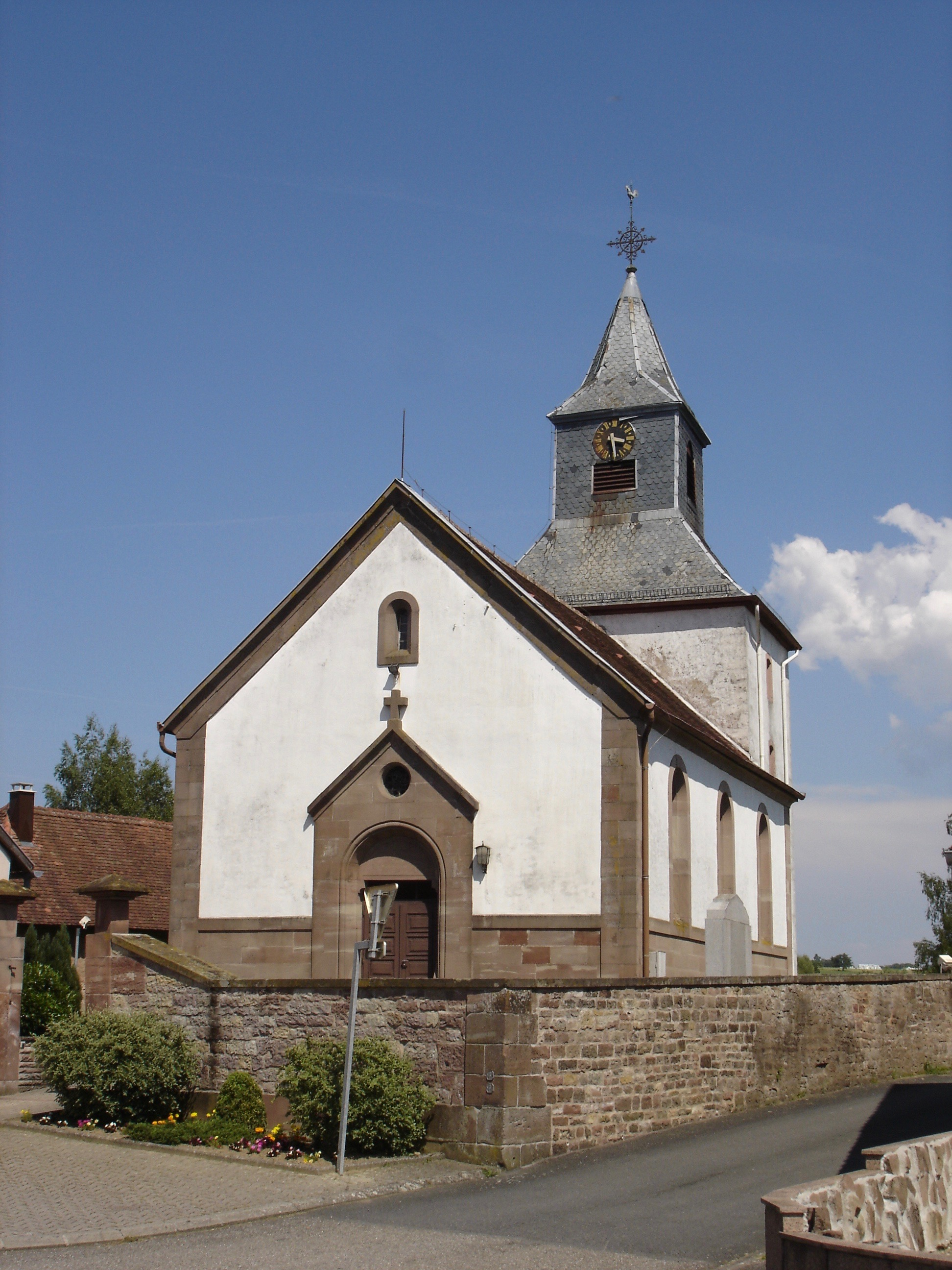
Lutherische Kirche Ottwiller

### Bevölkerungsentwicklung
| Jahr      | 1962 | 1968 | 1975 | 1982 | 1990 | 1999 | 2007 | 2011 | 2017 |
| Einwohner | 250  | 257  | 259  | 240  | 243  | 220  | 217  | 245  | 260  |